# Мамадиев, Джавмир
Джавмир Мамадиев — советский узбекистанский хозяйственный деятель, Герой Социалистического Труда.

## Биография
Родился в 1930 году на территории современного Термезского района Сурхандарьинской области. Член КПСС с 1956 года.
В 1945—1965 — колхозник, звеньевой, в 1965—1990 — бригадир совхоза «Искра» Гагаринского района Сурхандарьинской области.
Указом Президиума Верховного Совета СССР от 20 февраля 1978 года присвоено звание Героя Социалистического Труда с вручением ордена Ленина и золотой медали «Серп и Молот».
Жил в Сурхандарьинской области Узбекистана.

## Награды и звания
- Герой Социалистического Труда (20.02.1978)
- Орден Ленина (10.12.1973, 20.02.1978)
- Орден Трудового Красного Знамени (08.04.1971)